# Hirundínids
La família dels hirundínids comprèn ocells molt adaptats a la vida aèria, entre els quals hi ha les orenetes i els roquerols.

## Morfologia
- Mida petita o mitjana (d'11 a 22 cm).
- Cos fusiforme i aerodinàmic.
- Cap pla i ample.
- Ales llargues i punxegudes.
- Cua escotada i forcada.
- Bec curt.
- Potes curtes.
- El plomatge sol ostentar els colors blanc i negre en proporcions variables.
- No presenten dimorfisme sexual.

Els hirundínids tenen una forma corporal evolutivament conservadora, que és similar a tot el clade, però és diferent a la d'altres passeriformes. Les orenetes s'han adaptat a la caça d'insectes al vol desenvolupant un cos prim i aerodinàmic i unes ales llargues i punxegudes, que els permeten una gran maniobrabilitat i resistència, així com freqüents períodes de planeig. La forma del cos permet un vol molt eficient; la taxa metabòlica de les orenetes en vol és entre un 49 i un 72% menor que la dels passeriformes equivalents de la mateixa mida.
Les orenetes tenen dues fòvees a cada ull, cosa que els proporciona una aguda visió lateral i frontal que els ajuda a rastrejar les seves preses. També tenen ulls relativament llargs, la longitud dels quals és gairebé igual a la seva amplada. Els ulls llargs permeten augmentar l'agudesa visual sense competir amb el cervell per l'espai dins el cap. La morfologia de l'ull a les orenetes és similar a la d'un rapinyaire.
Igual que els falciots i els enganyapastors, que cacen de forma similar, tenen el bec curt, però les mandíbules fortes i la boca ampla. La longitud del cos oscil·la entre 10 i 24 cm i el pes entre 10 i 60 g.
Les potes són curtes i els peus estan adaptats per posar-se més que per caminar, ja que els dits davanters estan parcialment units a la base. Les orenetes són capaces de caminar i fins i tot de córrer, però ho fan arrossegant els peus.
El plomatge més comú d'aquesta família és blau fosc brillant o verd per sobre i les parts inferiors llises o ratllades, sovint blanques o marronoses. Ja en les espècies que viuen en caus o en zones seques o muntanyenques solen ser de color marró mat per sobre. Els sexes mostren un limitat o nul dimorfisme sexual, essent la distinció més comuna les plomes exteriors de la cua, que són més llargues en el mascle adult.

## Distribució geogràfica i hàbitat
La família té una distribució cosmopolita mundial, reproduint-se a tots els continents excepte a l'Antàrtida. Una espècie, l'oreneta de Tahití, es troba com a ocell reproductor a diverses illes oceàniques de l'oceà Pacífic, l'oreneta de les Mascarenyes cria a Reunió i Maurici a l'oceà Índic, i una sèrie d'espècies migratòries són errants comunes a altres illes aïllades i fins i tot a algunes illes subantàrtiques i a l'Antàrtida. Moltes espècies tenen una distribució mundial enorme, especialment l'oreneta comuna, que es reprodueix a la major part de l'hemisferi nord i hiverna a la major part de l'hemisferi sud.
A Europa hi ha cinc espècies, totes les quals són presents als Països Catalans: l'oreneta comuna, l'oreneta cuablanca, l'oreneta cua-rogenca, l'oreneta de ribera i el roquerol. Totes elles són migrants només presents a l'estiu, excepte el roquerol que hi és present tot l'any.
La família utilitza una àmplia gamma d'hàbitats. Depenen dels insectes voladors, i com que són comuns a les vies navegables i els llacs, s'alimenten amb freqüència d'aquests, però es poden trobar en qualsevol hàbitat obert, incloses les praderies, boscos oberts, sabana, aiguamolls, manglars i garrigues, des del nivell del mar a zones alpines altes. Moltes espècies habiten paisatges alterats per l'home, incloses terres agrícoles i fins i tot zones urbanes. El canvi d'ús del sòl també ha fet que algunes espècies ampliïn el seu abast, sobretot l'oreneta australiana, que va començar a colonitzar Nova Zelanda a la dècada de 1920, va començar a reproduir-se a la dècada de 1950 i ara és una espècie comú allà.

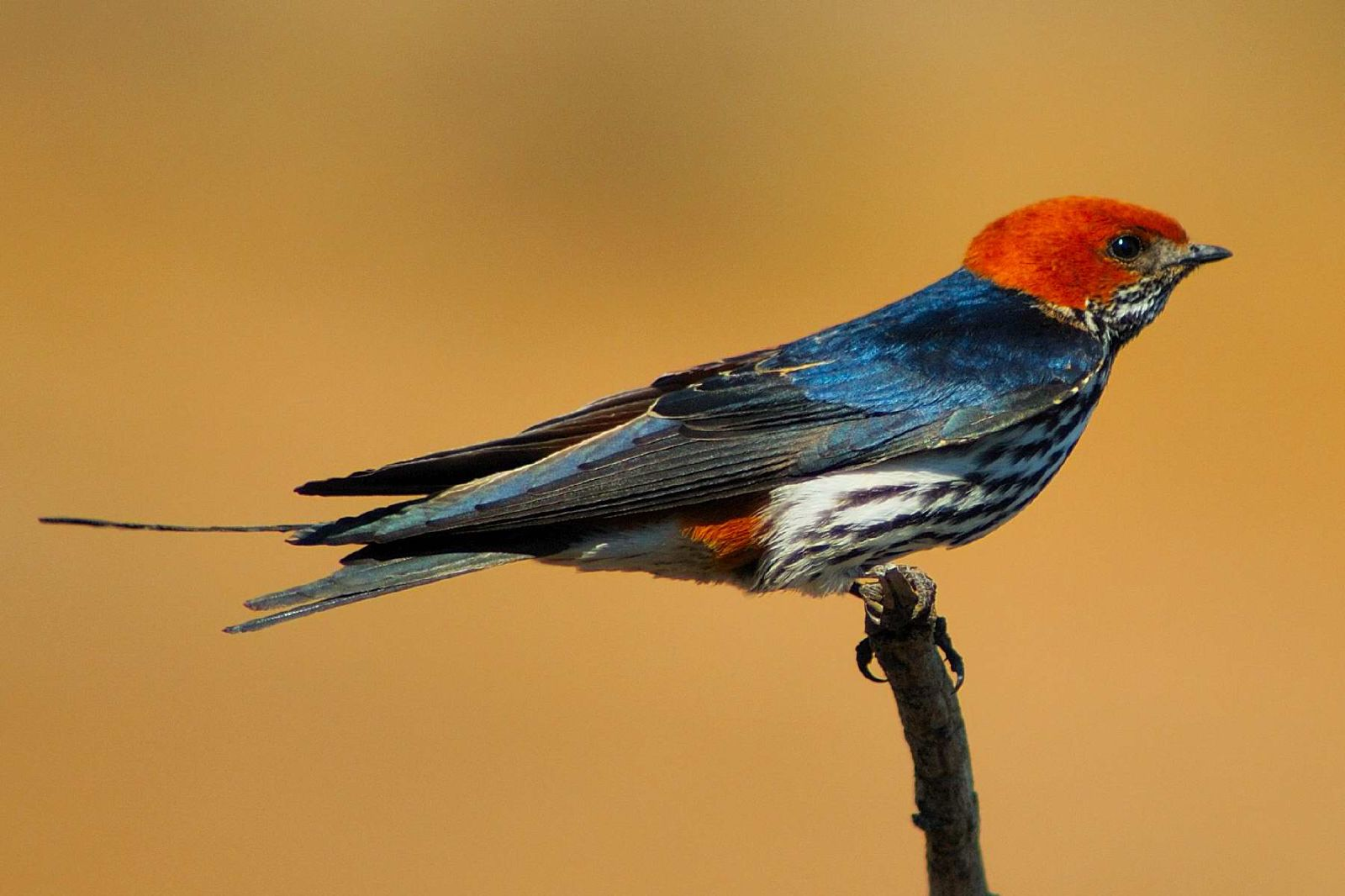
L'oreneta estriada és una migrant parcial a l'Àfrica.

Les espècies que es reprodueixen a les regions temperades migren durant l'hivern quan les seves poblacions de preses d'insectes col·lapsen. Les espècies que crien a zones més tropicals són sovint més sedentàries, tot i que diverses espècies tropicals són migrants parcials o fan migracions més curtes. A la antiguitat, es pensava que les orenetes hibernaven en un estat de letargia, o fins i tot que es retiraven per a l'hivern sota l'aigua. Aristòtil va atribuir la hibernació no només a les orenetes, sinó també a les cigonyes i els milans. La hibernació de les orenetes va ser considerada una possibilitat fins i tot per un observador tan agut com el reverend Gilbert White, en el seu llibre La Història Natural de Selborne (1789, basat en dècades d'observacions). Aquesta idea pot haver estat recolzada per l'hàbit d'algunes espècies de dormir en alguns nombres en colomars, nius i altres formes de refugi durant el temps dur, i algunes espècies fins i tot entrant en letargia. Hi va haver diversos informes de sospita de letargia a les orenetes des de 1947, com un informe de 1970 que l'oreneta dorsiblanca a Austràlia podia conservar energia d'aquesta manera, però el primer estudi que es va confirmar que ells o qualsevol passeri va entrar en letargia va ser un estudi de 1988 sobre delichons.

## Alimentació
S'alimenten d'insectes voladors que constitueixen l'anomenat plàncton aeri.

## Costums
Són ocells cosmopolites i algunes espècies realitzen unes migracions llarguíssimes.

## Taxonomia
Dins de la família dels Hirundínids, existeix una clara divisió entre les dues subfamílies: els pseudoquelidonins, amb només dues espècies d'orenetes de ribera, i els hirundinins, que engloben totes les demés espècies.
Les anàlisis d'ADN suggereixen que hi ha tres grans grups a la subfamília dels hirundinins, diferenciats per la manera de construir el niu. Els tres grans grups serien les orenetes que excaven túnels amb el niu al fons, amb espècies com l'oreneta de ribera comuna, les que s'apoderen de caus buits, com l'oreneta bicolor que utilitzen cavitats naturals per niar (incloent-hi nius abandonats d'altres ocells, com els picots) i les orenetes que construeixen nius de fang. Es considera que la seqüència evolutiva d'aquestes últimes va des de les espècies amb niu obert (Hirundo i Ptyonoprogne), passant per Delichon, amb nius ja tancats, fins a Cecropis i Petrochelidon, amb nius en forma de retorta i un túnel d'ingrés.

## Gèneres
La família dels hirundínids, està formada per 20 gèneres i 89 espècies, segons la classificació del Congrés Ornitològic Internacional (versió 13.2, 2023):
- Subfamília Pseudochelidoninae
  - Gènere Pseudochelidon, amb dues espècies:
    - Espècie oreneta de ribera ullvermella (Pseudochelidon eurystomina)
    - Espècie oreneta de ribera ullblanca (Pseudochelidon sirintarae)

- Subfamília Hirundininae
  - Gènere Psalidoprocne, amb 5 espècies:
    - Espècie oreneta cuaquadrada (Psalidoprocne nitens)
    - Espècie oreneta negra (Psalidoprocne pristoptera)
    - Espècie oreneta fanti (Psalidoprocne obscura)
    - Espècie oreneta capblanca (Psalidoprocne albiceps)
    - Espècie oreneta bruna (Psalidoprocne fuliginosa)

  - Gènere Neophedina, amb una espècie:
    - Espècie oreneta de ribera de collar (Neophedina cincta)

  - Gènere Phedinopsis, amb una espècie:
    - Espècie oreneta de Brazzà (Phedinopsis brazzae)

  - Gènere Phedina, amb una espècie:
    - Espècie oreneta de les Mascarenyes (Phedina borbonica)

  - Gènere Riparia, amb 5 espècies:[a]
    - Espècie oreneta de ribera africana (Riparia paludicola)
    - Espècie oreneta de ribera asiàtica (Riparia chinensis)
    - Espècie oreneta de ribera del Congo (Riparia congica)
    - Espècie oreneta de ribera comuna (Riparia riparia)
    - Espècie oreneta de ribera pàl·lida (Riparia diluta)

  - Gènere Tachycineta, amb 9 espècies:
    - Espècie oreneta bicolor (Tachycineta bicolor)
    - Espècie oreneta de manglar (Tachycineta albilinea)
    - Espècie oreneta de Tumbes (Tachycineta stolzmanni)
    - Espècie oreneta alablanca (Tachycineta albiventer)
    - Espècie oreneta cellablanca (Tachycineta leucorrhoa)
    - Espècie oreneta de Xile (Tachycineta leucopyga)
    - Espècie oreneta daurada (Tachycineta euchrysea)
    - Espècie oreneta carablanca (Tachycineta thalassina)
    - Espècie oreneta de les Bahames (Tachycineta cyaneoviridis)

  - Gènere Atticora, amb tres espècies:
    - Espècie oreneta enfaixada (Atticora fasciata)
    - Espècie oreneta capnegra (Atticora pileata)
    - Espècie oreneta camablanca (Atticora tibialis)

  - Gènere Pygochelidon, amb dues espècies:
    - Espècie oreneta blanc-i-blava (Pygochelidon cyanoleuca)
    - Espècie oreneta de collar negre (Pygochelidon melanoleuca)

  - Gènere Alopochelidon, amb una espècie:
    - Espècie oreneta cap-rogenca (Alopochelidon fucata)

  - Gènere Orochelidon, amb tres espècies:
    - Espècie oreneta de peus clars (Orochelidon flavipes)
    - Espècie oreneta ventrebruna (Orochelidon murina)
    - Espècie oreneta andina (Orochelidon andecola)

  - Gènere Stelgidopteryx, amb dues espècies:
    - Espècie oreneta eriçada septentrional (Stelgidopteryx serripennis)
    - Espècie oreneta eriçada meridional (Stelgidopteryx ruficollis)

  - Gènere Progne, amb 9 espècies:
    - Espècie oreneta pitbruna (Progne tapera)
    - Espècie oreneta del Perú (Progne murphyi)
    - Espècie oreneta porpra (Progne subis)
    - Espècie oreneta de Sinaloa (Progne sinaloae)
    - Espècie oreneta meridional (Progne elegans)
    - Espècie oreneta pitgrisa (Progne chalybea)
    - Espècie oreneta de les Galápagos (Progne modesta)
    - Espècie oreneta de Cuba (Progne cryptoleuca)
    - Espècie oreneta del Carib (Progne dominicensis)

  - Gènere Pseudhirundo, amb una espècie:
    - Espècie oreneta de carpó gris (Pseudhirundo griseopyga)

  - Gènere Cheramoeca, amb una espècie:
    - Espècie oreneta dorsiblanca (Cheramoeca leucosterna)

  - Gènere Ptyonoprogne, amb 4 espècies:
    - Espècie roquerol eurasiàtic (Ptyonoprogne rupestris)
    - Espècie roquerol pàl·lid (Ptyonoprogne obsoleta)
    - Espècie roquerol isabelí (Ptyonoprogne fuligula)
    - Espècie roquerol fosc (Ptyonoprogne concolor)

  - Gènere Hirundo, amb 15 espècies:[b]
    - Espècie oreneta comuna (Hirundo rustica)
    - Espècie oreneta de Guinea (Hirundo lucida)
    - Espècie oreneta d'Angola (Hirundo angolensis)
    - Espècie oreneta de Tahití (Hirundo tahitica)
    - Espècie oreneta dels turons (Hirundo domicola)
    - Espècie oreneta australiana (Hirundo neoxena)
    - Espècie oreneta gorjablanca (Hirundo albigularis)
    - Espècie oreneta d'Etiòpia (Hirundo aethiopica)
    - Espècie oreneta cuafilosa (Hirundo smithii)
    - Espècie oreneta blava (Hirundo atrocaerulea)
    - Espècie oreneta de pitet blanc (Hirundo nigrita)
    - Espècie oreneta alatacada (Hirundo leucosoma)
    - Espècie oreneta de Mega (Hirundo megaensis)
    - Espècie oreneta rojainegra (Hirundo nigrorufa)
    - Espècie oreneta perlada (Hirundo dimidiata)

  - Gènere Delichon, amb 4 espècies:
    - Espècie oreneta cuablanca comuna (Delichon urbicum
    - Espècie oreneta cuablanca oriental (Delichon logopodum)
    - Espècie oreneta cuablanca asiàtica (Delichon dasypus)
    - Espècie oreneta cuablanca del Nepal(Delichon nipalense)

  - Gènere Cecropis, amb 9 espècies:
    - Espècie oreneta de casc roig (Cecropis cucullata)
    - Espècie oreneta estriada (Cecropis abyssinica)
    - Espècie oreneta pit-roja (Cecropis semirufa)
    - Espècie oreneta del Senegal (Cecropis senegalensis)
    - Espècie oreneta cua-rogenca (Cecropis daurica)
    - Espècie oreneta de Sri Lanka (Cecropis hyperythra)
    - Espècie Cecropis domicella
    - Espècie Cecropis striolata
    - Espècie Cecropis badia

  - Gènere Petrochelidon, amb 11 espècies:
    - Espècie oreneta gorja-roja (Petrochelidon rufigula)
    - Espècie oreneta de Preuss (Petrochelidon preussi)
    - Espècie oreneta del mar Roig (Petrochelidon perdita)
    - Espècie oreneta sud-africana (Petrochelidon spilodera)
    - Espècie oreneta selvàtica (Petrochelidon fuliginosa)
    - Espècie oreneta gorja-ratllada (Petrochelidon fluvicola)
    - Espècie oreneta ariel (Petrochelidon ariel)
    - Espècie oreneta arbòria (Petrochelidon nigricans)
    - Espècie oreneta dels cingles (Petrochelidon pyrrhonota)
    - Espècie oreneta de cova (Petrochelidon fulva)
    - Espècie oreneta collrogenca (Petrochelidon rufocollaris)

Tanmateix, altres obres taxonòmiques com el Handook of the Birds of the World i la quarta versió de la BirdLife International Checklist of the birds of the world (Desembre 2019), consideren que la família està formada per 22 gèneres i 93 espècies. Els 2 gèneres de més són monotípics: Atronanus i Eurochelidon, els quals no són reconeguts per l'ICO.

## Orenetes autòctones dels Països Catalans
- Oreneta comuna: (Hirundo rustica)
- Oreneta cua-rogenca: (Hirundo daurica)
- Oreneta cuablanca comuna: (Delichon urbicum)
- Oreneta de ribera comuna: (Riparia riparia)
- Roquerol eurasiàtic: (Ptyonoprogne rupestris)

## Galeria
- Niu d'oreneta de ribera (Riparia riparia).
- Oreneta bicolor (Tachycineta bicolor) fotografiada a Ontario, Canadà.
- oreneta de manglar (Tachycineta albilinea) fotografiada a Costa Rica.
- Orenetes porpres (Progne subis) fotografiades a Oregon, Estats Units.
- Oreneta eriçada septentrional (Stelgidopteryx serripennis) fotografiada a Ontario, Canadà.
- Oreneta de Tahití (Hirundo tahitica)
- Oreneta cuafilosa (Hirundo smithii) fotografiada a Sud-àfrica.
- Niu d'oreneta comuna (Hirundo rustica).